# Villeneuviella weissi
Villeneuviella weissi är en tvåvingeart som först beskrevs av Seguy 1926.  Villeneuviella weissi ingår i släktet Villeneuviella och familjen Rhiniidae. Inga underarter finns listade i Catalogue of Life.